# La Cueva de Roa
La Cueva de Roa ist eine Gemeinde und ein Ort in der Provinz Burgos der Autonomen Gemeinschaft Kastilien und León mit 89 Einwohnern (Stand: 2024). 

## Lage
La Cueva de Roa liegt am Duero, der zugleich die Gemeindegrenze nach Nordwesten hin bildet. Die Provinzhauptstadt Burgos liegt etwa 90 Kilometer nordnordöstlich von La Cueva de Roa.

## Bevölkerungsentwicklung
| Jahr      | 1970 | 1981 | 1991 | 2001 | 2011 | 2021 |
| Einwohner | 236  | 173  | 150  | 116  | 107  | 106  |

## Sehenswürdigkeiten
- Kirche